# هیرویاسو شیمیزو
هیرویاسو شیمیزو (انگلیسی: Hiroyasu Shimizu؛ زادهٔ ۲۷ فوریهٔ ۱۹۷۴) اسکیت‌باز سرعت اهل ژاپن است.